# Chinavia hilaris

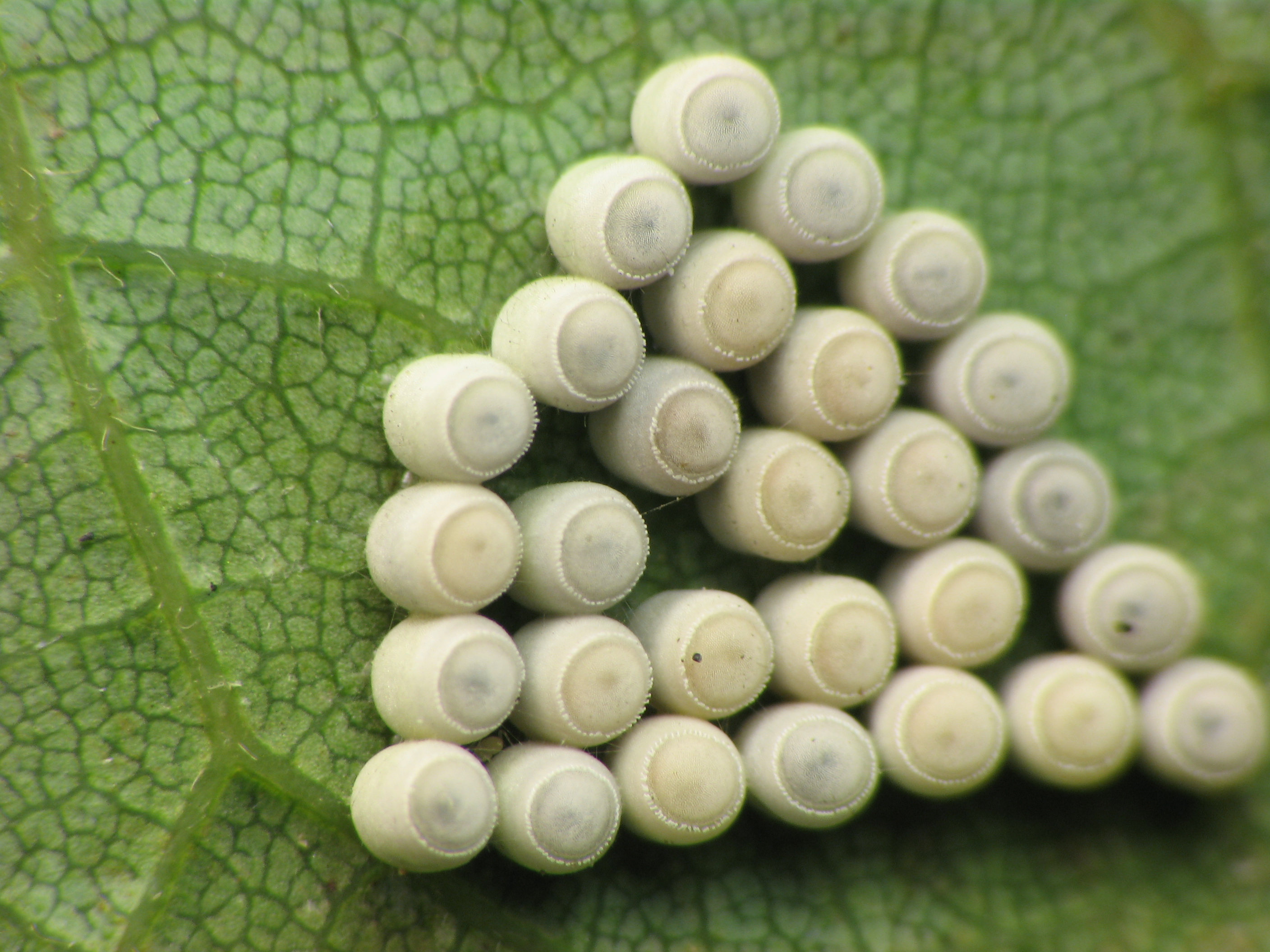
Huevos

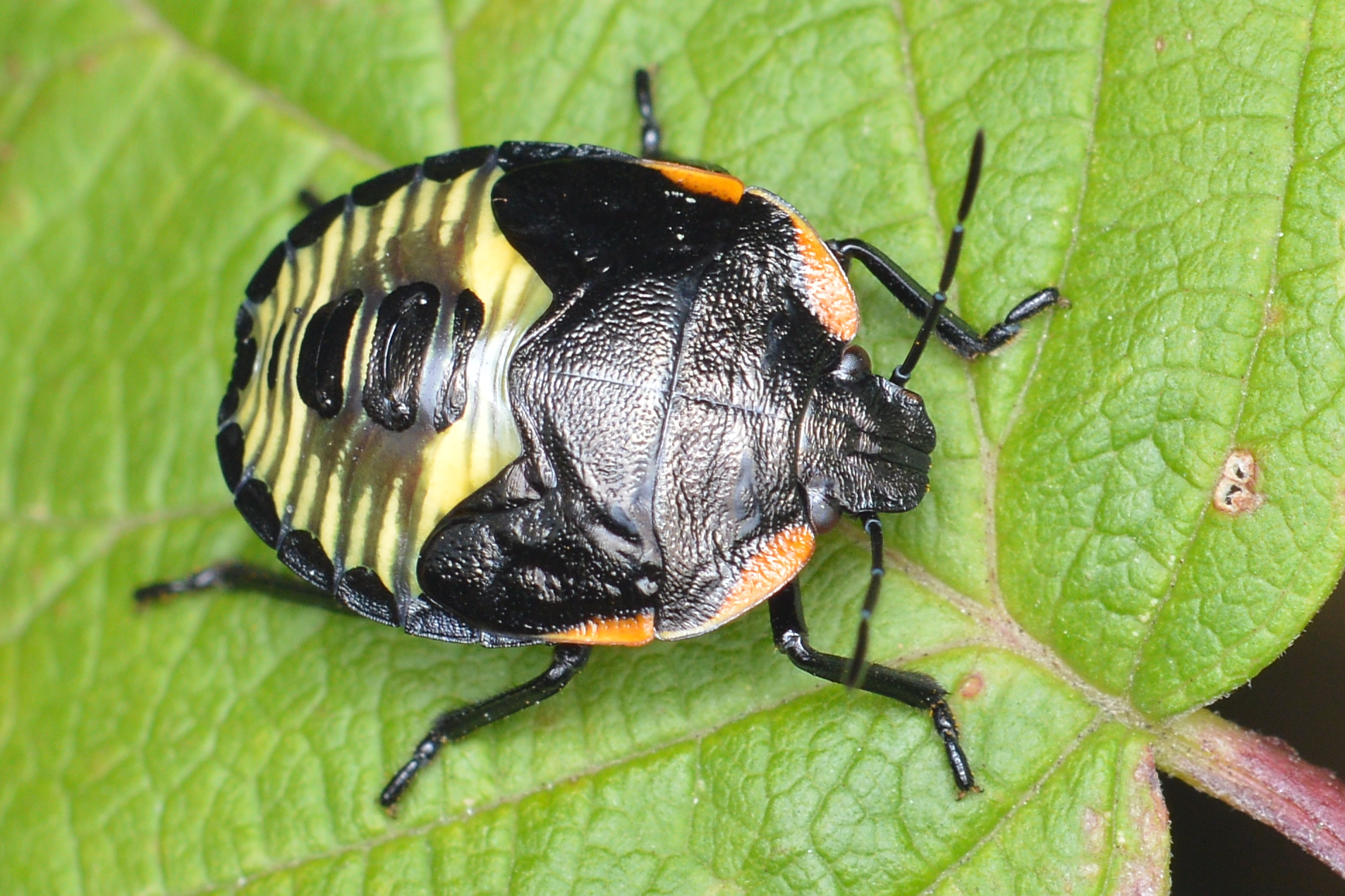
Ninfa

Chinavia hilaris, llamada también chinche verde apestosa, es una chinche de la familia Pentatomidae.

## Taxonomía
La especie se incluyó anteriormente en el género Acrosternum, pero se ha clasificado como del género Chinavia en la literatura más reciente (por ejemplo, Schwertner y Grazia, 2006).

## Descripción
El adulto es de color verde, típicamente verde brillante, con bordes angostos de color amarillo, naranja o rojizo. Es un insecto grande, con forma de escudo, de forma ovalada alargada y una longitud de entre 13 y 18 mm. Se puede diferenciar de la especie Nezara viridula por sus tres segmentos antenales más externos negros. Su margen pronotal anterolateral (= delante y lejos del medio) es bastante recto y no muy arqueado como en Chinavia pensylvanica.
Tanto los adultos como las ninfas tienen grandes glándulas malolientes en la parte inferior del tórax que se extienden más de la mitad del camino hasta el borde del metapleurón. Descargan grandes cantidades de este líquido maloliente cuando se los molesta. Este líquido, seco y pulverizado, alguna vez se utilizó a nivel industrial para reforzar el olor de algunos ácidos.

## Hábitat
Se encuentra en huertos, jardines, bosques y campos de cultivo en toda América del Norte.
Son sumamente polífagas, alimentándose en plantas de más de veinte familias. Usan sus piezas bucales en forma de estilete para chupar los jugos de las plantas desde mayo (en el hemisferio norte) hasta la llegada de las heladas. Los adultos y las ninfas de los últimos estadios tienen una preferencia por frutas y semillas en desarrollo. Son plagas de cultivos (tomate, frijol, guisante, algodón, maíz, soja, berenjena). Cuando no hay semillas, también se alimentan de tallos y follaje, dañando así varios árboles frutales, como manzanos, cerezos, naranjos y durazneros.

## Reproducción
Colocan sus huevos en forma de barril en la parte inferior del follaje en filas dobles de doce huevos o más. La chinche verde produce una generación en el norte y dos generaciones en el sur. Las ninfas del estadio temprano son de colores bastante brillantes y rayadas, volviéndose verdes cuando se acercan a la edad adulta. Los huevos generalmente se ponen en grupos de 14 (algunos grupos contienen menos huevos, siendo 9 el número más pequeño registrado de 77 observaciones).